# Vi (gmina Sundsvall)
Vi – miejscowość (tätort) w Szwecji, w regionie administracyjnym (län) Västernorrland, w gminie Sundsvall.
Według danych Szwedzkiego Urzędu Statystycznego liczba ludności wyniosła: 5841 (31 grudnia 2015), 5856 (31 grudnia 2018) i 5876 (31 grudnia 2019).